# 李富孫
李富孫（1764年—1843年），字既汸，一字薌汲、又字薌沚，浙江嘉興人。
生於清高宗乾隆二十九年（1764年），肄业诂经精舍，嘉慶六年（1801年）辛酉拔貢，从卢文弨、钱大昕、王昶、孙星衍等游。卒於清宣宗道光二十三年（1843年）。著有《校经庼文稿》十八卷、《梅里志》十六卷、《曝书亭词注》七卷、《鹤徵录》八卷、后录十二卷、《李氏易解剩义》三卷、校异一卷、《七经异文释》五十卷、《说文辨字正俗》八卷等。

## 延伸阅读
[在维基数据编辑]
 《清史稿/卷489》
 《清史稿·卷482》，出自趙爾巽《清史稿》